# Нимберг
Нимберг (нем. Niemberg) — посёлок в Германии, в земле Саксония-Анхальт, входит в район Зале в составе городского округа Ландсберг.
Население составляет 1418 человек (на 31 декабря 2008 года). Занимает площадь 11,72 км².

## История
Первое упоминание о поселении встречается 28 июля 966 года в документах Оттона I.
1 января 2010 года, после проведённых реформ, Нимберг вошёл в состав городского округа Ландсберг в качестве района.

## Галерея

Нимберг на карте городского округа
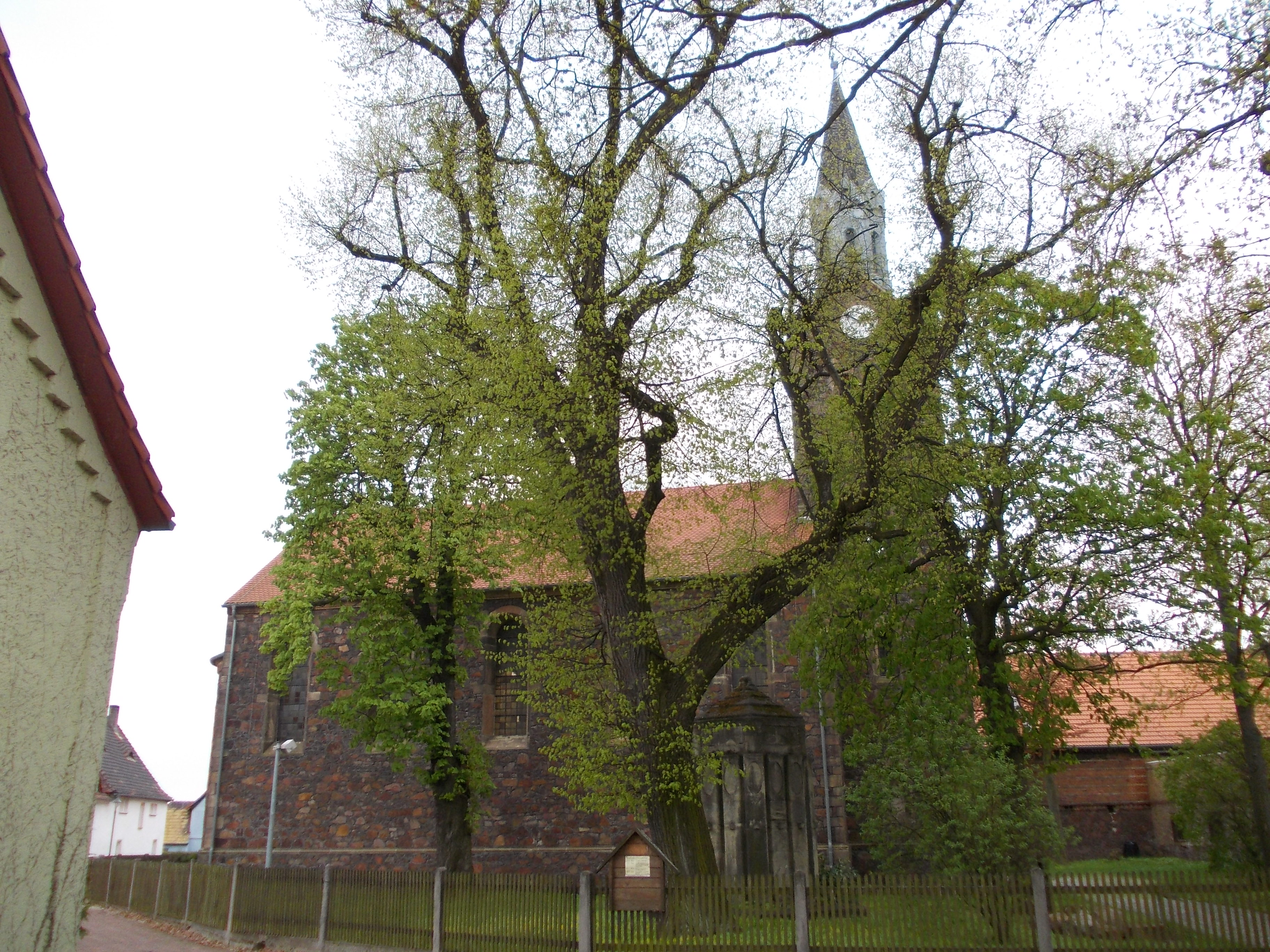
Церковь Нимберга
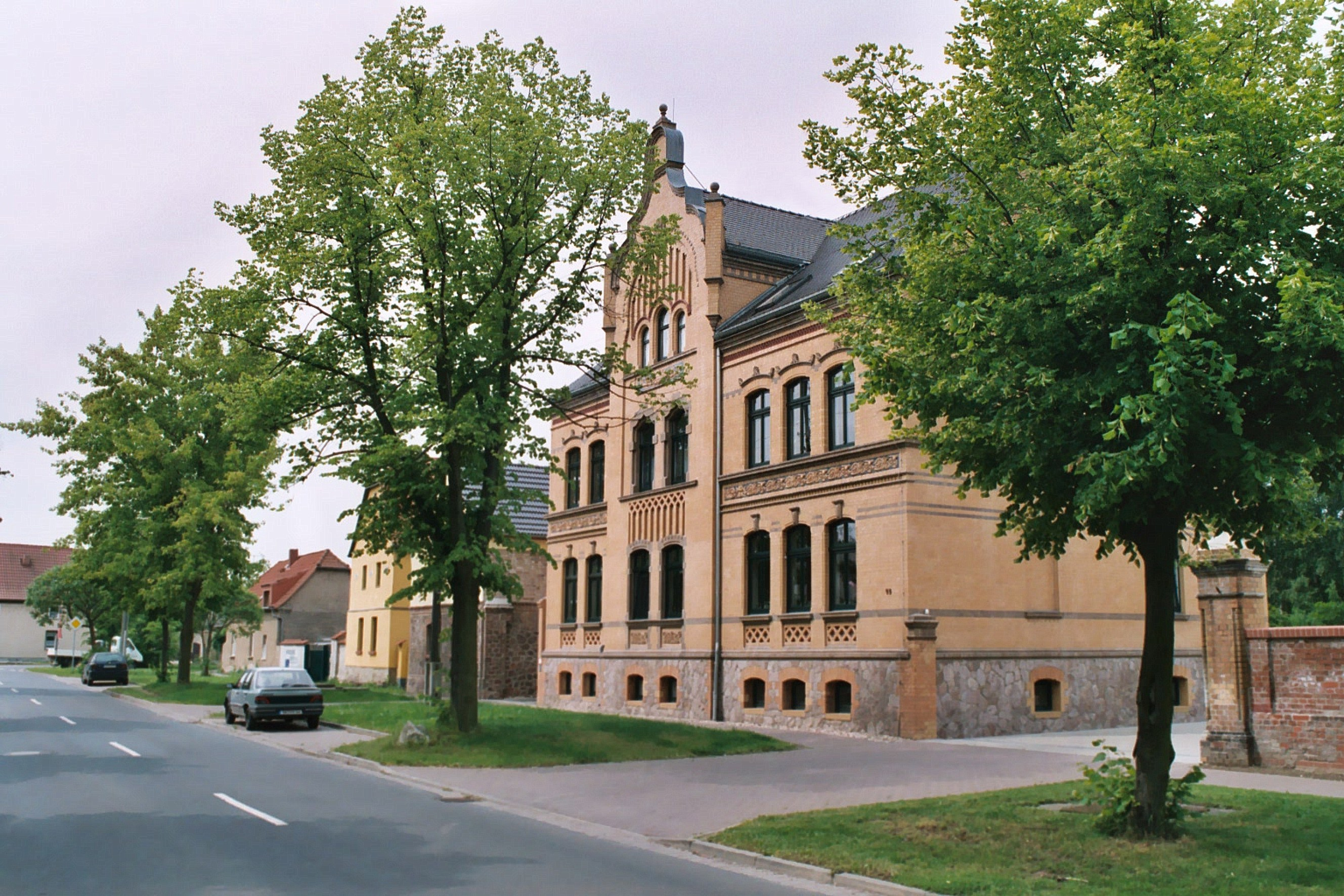
Дом на Хоуэнтурмер-штрассе
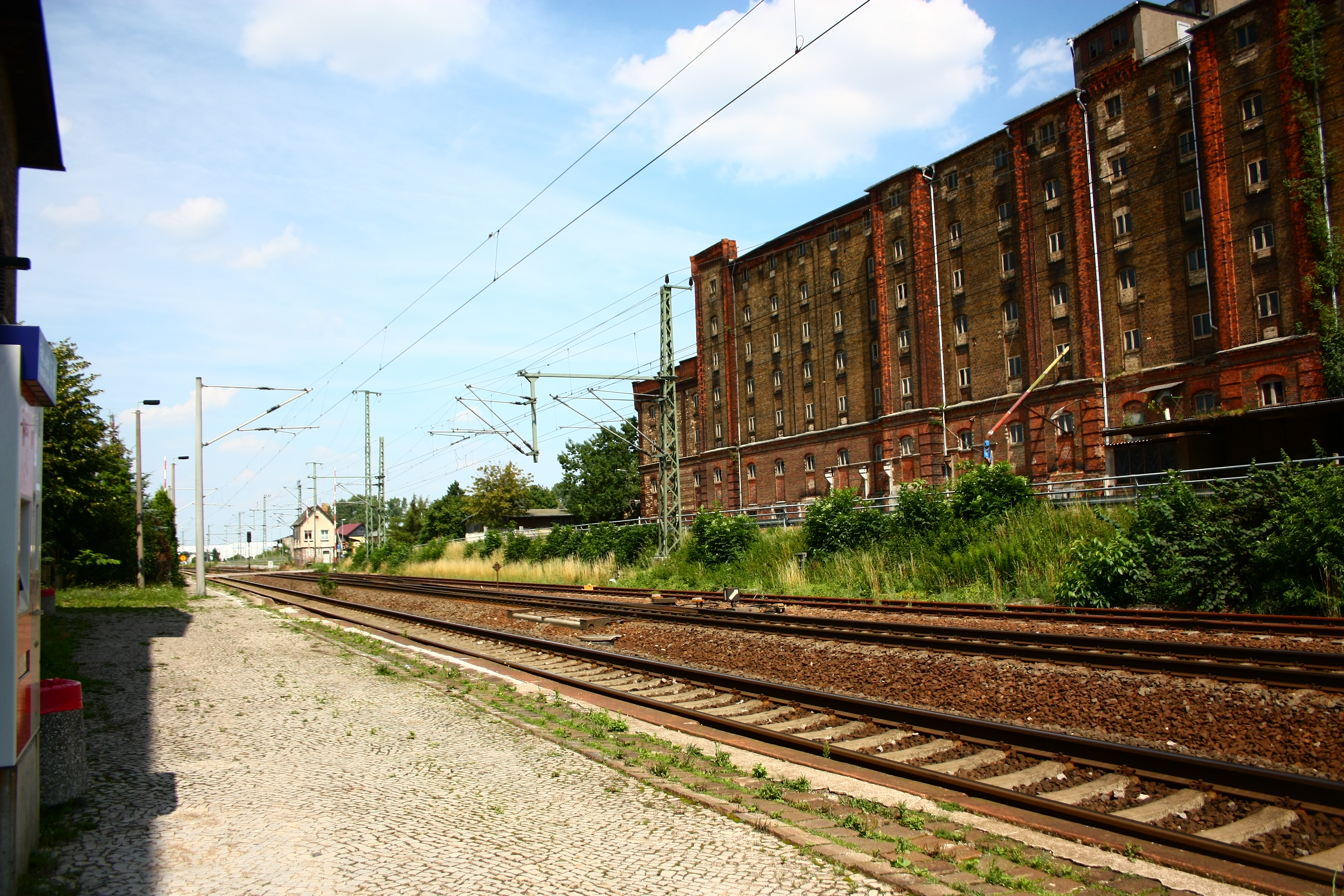
Ж/д станция Нимберга